# Guitar Tango
Guitar Tango is een nummer dat oorspronkelijk in het Frans, als Guitare-Tango, is opgenomen. Het is geschreven door Georges Liferman, Norman Maine en Jacques Plaint in 1961. De Franse versie is uitgevoerd door Dario Moreno, Tino Rossi en Maya Casabianca.
Het nummer is vooral bekend vanwege de instrumentale versie van de Britse groep The Shadows. Deze versie, geproduceerd door Norrie Paramor en uitgebracht op het Columbia label, werd op 27 juli 1962 uitgebracht.
Deze versie bereikte de vierde plek in de Britse hitlijst. In Nederland werd de vijfde plek behaald, in Vlaanderen en Wallonië resp. de achtste en negende positie. Ook in Australië, Frankrijk, Ierland, India, Nieuw-Zeeland, Noorwegen en Zweden werd het een top 10-hit.

## NPO Radio 2 Top 2000
| Nummer met noteringen in de NPO Radio 2 Top 2000 | '00  | '01  | '02  | '03  | '04  | '05  | '06  | '07  | '08  |
| ------------------------------------------------ | ---- | ---- | ---- | ---- | ---- | ---- | ---- | ---- | ---- |
| Guitar Tango                                     | 1553 | 1428 | 1551 | 1781 | 1869 | 1845 | 1893 | 1933 | 1770 |

1. ↑  Een vetgedrukt getal geeft de hoogste notering aan.
2. ↑  2000 was het eerste jaar met een notering voor dit nummer.
3. ↑  Deze tabel is bijgewerkt tot en met de meest recente editie (2024).